# MechWarrior Online
MechWarrior Online ist ein Mech-Simulationsspiel vom kanadischen Entwicklerstudio Piranha Games. Es wurde als Free-to-play-Onlinespiel konzipiert und erschien 2013 für Windows. Es spielt im BattleTech-Universum.

## Handlung
Der Spieler übernimmt die Rolle eines MechWarriors, eines Piloten der BattleMechs, großer, schwer bewaffneter Kampfmaschinen aus dem 31. Jahrhundert, kurz Mechs genannt. Kriegsschauplatz ist die Innere Sphäre, in der sich diverse Adelshäuser und Söldner gegenseitig um Territorien bekriegen.

## Spielprinzip
In Kämpfen mit bis zu 12 gegen 12 Spielern lassen sich C-Bills, eine Spielwährung, und Erfahrungspunkte verdienen, mit denen man Mechs kaufen, sie aufrüsten und anpassen kann. Eine Einzelspieler-Kampagne gibt es nicht, das Spiel beschränkt sich lediglich auf Online-Matches, die man entweder öffentlich mit zufälligen Spielern oder geschlossen mit Freunden bestreitet. Die Spielmodi sind Assault (Basisverteidigung bzw. Angriff), Conquest (Eroberung) und Skirmish (Team-Deathmatch). Gekämpft wird aus der First-Person- (Cockpit) oder wahlweise aus der Third-Person-Perspektive. Während der Matches ist die taktische Vorgehensweise im Team siegentscheidend. Bei Kämpfen muss der Spieler vor allem das Hitzemanagement, also die Abwärme der abgefeuerten Waffen, im Auge behalten, da sich sonst sein BattleMech bzw. dessen Fusionsreaktor-Antrieb überhitzt und zum Herunterkühlen für kurze Zeit abschaltet und in Extremfällen gar explodiert.
Seit Ende 2014 existiert ein weiterer Spielmodus, die sogenannte Community Warfare. Dabei handelt es sich um eine (mit den Clans hinzugekommene) Spielvariante, bei der, weiterhin unterteilt in Teams von zwölf Spielern, die Mitglieder der einzelnen Fraktionen entsprechend ihrer Zugehörigkeit (Häuser der sog. Inneren Sphäre sowie der Clans) um einzelne Planeten bis hin zu ganzen Gebieten der Inneren Sphäre kämpfen. Die für das Battletech-Universum ikonischen Mercenaries (dt. Söldner) finden bislang nur in zeitlich begrenzten Verträgen mit einer der o. g. Fraktionen Berücksichtigung, was im Spielgeschehen als reguläre Zugehörigkeit zur jeweiligen Fraktion dargestellt wird.
Anders als im regulären Spiel (mittlerweile als Quick Play gekennzeichnet), bei dem jeder Spieler nur einen Mech steuert und nach dessen Zerstörung nur noch als Beobachter am restlichen Match teilnehmen kann, verfügt man im deutlich längeren Community-Warfare-Match über ein Landungschiff, welches (unter Beachtung einer Tonnagebegrenzung) frei mit vier Battlemechs bestückt werden kann. Diese müssen allerdings zur gegenwärtig gewählten Hauptfraktionen gehören, d. h. wer für eines der Häuser der Inneren Sphäre antritt, muss auch die entsprechenden BattleMechs ins Feld führen, auch wenn er Clan-Mechs besitzt.
Im Falle der Zerstörung des zuerst gewählten Mechs wird der Spieler ins Landungsschiff zurückversetzt, welches ihn nach einer kurzen Wartezeit an einem der festgelegten Startpunkte absetzt, in einem seiner noch verfügbaren Mechs. Beim Verlust all seiner Mechs erleidet der Spieler den sogenannten Permadeath (von engl. permanent death, dt. Dauertod) und kann das restliche Match nur noch als Beobachter verfolgen.
Der Sieg sowie die Niederlage bringen dem Spieler wie gewohnt C-Bills und Erfahrungspunkte, abhängig von seiner Leistung, ein; im Falle eines Sieges erhält er außerdem Punkte für die Loyalität zur gegenwärtigen Fraktion. Diese führen, nach der Ansammlung gewisser Punktzahlen, zu einem Aufstieg innerhalb der Ränge der entsprechenden Fraktion, welche wiederum mit diversen Belohnungen einhergehen, so zum Beispiel auch einer Mechbay (Garagenstellplatz), welche regulär nur mit Echtgeld zu erwerben ist.

## Entwicklungsgeschichte
Im Dezember 2007 verkündete das Unternehmen Smith & Tinker von BattleTech-Erfinder Jordan Weisman, Softwarelizenzen zu BattleTech, Shadowrun und Crimson Skies von Microsoft erworben haben. Am 8. Juni 2009 gab Smith & Tinker bekannt, dass es zusammen mit dem Studio Piranha Games am fünften Teil der MechWarrior-Reihe arbeite. Das Spiel sollte zu diesem Zeitpunkt mit einer Einzelspieler-Kampagne, einem Vier-Spieler-Koop-Modus und Online-Spielmöglichkeiten auf den Markt kommen. Da Microsoft durch den Lizenzvertrag jedoch eine Portierung auf PlayStation 3 blockierte, konnte kein Publisher für die Finanzierung der Entwicklungsarbeiten gefunden werden. Nach den zwischenzeitlichen Arbeiten an Duke Nukem Forever gab Piranha Games Ende Oktober 2011 bekannt, eine umfassendere Lizenzvereinbarung mit Smith & Tinker getroffen zu haben. Das Spiel sollte nun als Online-Spiel nach dem Free-to-play-Modell unter dem Namen MechWarrior Online in der zweiten Jahreshälfte 2012 erscheinen. Als das Studio Smith & Tinker jedoch geschlossen wurde, gingen die zuvor erworbenen Lizenzrechte an MechWarrior wieder auf Microsoft über und verblieben nur teilweise bei Piranha Games. 2012 startete Piranha Games zusammen mit Infinite Game Publishing eine Crowdfunding-Kampagne zur Fertigstellung des Spiels. Die Kampagne brachte fünf Millionen US-Dollar ein.
Am 29. Oktober 2012 erschien von Piranha Games die Open Beta von MechWarrior Online. Am 17. September 2013 wurde das Spiel offiziell veröffentlicht, wurde aber beständig um weitere Spielinhalte wie etwa neue Mechs, Waffen, Ausrüstungsmodule und Karten mittels Patches erweitert.
Am 13. Dezember 2013 erschien die Clan Collection, deren Umfang acht OmniMechs der Clans umfasst, welche im Jahr 3050 die Innere Sphäre invadieren. Seitdem halten diese Einzug in das Spiel.
Am 8. September 2014 gab Piranha Games bekannt, dass es nun durch Verhandlungen mit dem Publisher Infinite Game Publishing seit dem 1. September 2014 die alleinigen Lizenzrechte an MechWarrior Online nach drei Jahren Zusammenarbeit besitze.
Im Oktober 2020 wurde bekanntgegeben, dass die MechWarrior-Lizenz für fünf weitere Jahre verlängert wurde und MechWarrior Online nach längerer Stagnation weiterentwickelt werden soll. Zu diesem Zweck wurde Daeron Katz von Piranha Games als Marketing- und Kommunikationschef verpflichtet.

## Geschäftsmodell
MechWarrior Online ist free-to-play (kostenlos spielbar) und finanziert sich mit sogenannten Mikrotransaktionen. Dazu zählen Spielinhalte, wie etwa erweiterter Hangar-Platz für zusätzliche Mechs, Tarnfarben, spezielle Lackierungen usw., welche man mit MechWarrior Credits, kurz MC, erwirbt, welche man gegen Echtgeld kaufen kann.

## Pressespiegel
Bewertungen in deutschen PC-Spielezeitschriften:
- GameStar 2015: Spielspass 85 % „sehr gut“.[10]
- PC Games 2013: 85 % „Erstklassiges Multiplayer-Mech-Spektakel mit fairem F2P-Preismodell.“[11]
- buffed 2012: 76 %[12]